# Erianthus fruhstorferi
Erianthus fruhstorferi är en insektsart som beskrevs av Bolívar, C. 1930. Erianthus fruhstorferi ingår i släktet Erianthus och familjen Chorotypidae. Inga underarter finns listade i Catalogue of Life.